# El Moudjahid (quotidien)
Pour les articles homonymes, voir El Moudjahid.
El Moudjahid est un quotidien généraliste algérien en français fondé le 22 juin 1965. Il est le doyen de la presse quotidienne paraissant en français et l'un des six titres de la presse publique en Algérie.

## Histoire

### Fondation durant laGuerre d'Algérie
Le journal a été fondé à l'origine durant la Guerre d'Algérie en 1957 par Abane Ramdane , chef nationaliste du FLN pour être le porte parole de l'Algérie combattante contre le colonialisme Français et prônant l'indépendance de l'Algérie.

### Le journal dans l'Algérie independante
Le gouvernement algérien a décidé de fusionner les journaux Le Peuple et Alger républicain. La fusion était prévue pour le 22 juin 1965, mais elle a été reportée à cause du coup d'État du 19 juin 1965. Le 5 juillet 1965 El Moudjahid fut proclamé quotidien national d'information. Le journal a connu ses heures de gloire en 1968 et en 1981 avant de retomber dans la léthargie. Actuellement[Quand ?], El Moudjahid prend la vague du changement. 
Au début des années 1990, la presse privée a été autorisée, ce qui a incité des dizaines de journalistes à quitter le quotidien pour créer leur propre journal. Malgré cette saignée des effectifs et l'essor de ces nouveaux concurrents, El Moudjahid réussit à se maintenir, tant bien que mal, sur la scène médiatique algérienne.

## Contenu et format
Le journal a adopté le format tabloïd. Sa devise est « La révolution par le peuple et pour le peuple ». Son contenu est généraliste et réserve une grande place à la couverture des activités présidentielles et gouvernementales. Il se distingue notamment par sa rubrique Coopération dans laquelle divers renseignements au sujet des activités diplomatiques du Chef de l'État et des ministres sont publiés.

## Directeurs
Cherbal Abdelmadjid a été le directeur général du quotidien de 1997 jusqu'en 2011. En novembre 2019, Larbi Timizar est nommé au poste de directeur général du quotidien. Il remplace alors Achour Cheurfi. Mohamed Koursi succède à Larbi Timizar le 15 juillet 2021. Le 14 décembre 2023, le ministre de la Communication, Mohamed Laagab, met fin aux fonctions de Mohamed Koursi « suite au rapport d'inspection du ministère » et nomme Amel Zemouri  directrice générale par intérim avant la nomination de  Brahim Takheroubt le 8 janvier 2024. 

## Directeurs de la rédaction
Jusqu'en 2011, Larbi Timizar est le directeur de la rédaction. Du 15 juillet 2021 au 14 décembre 2023, Mohamed Koursi est, en plus de PDG, directeur de la rédaction,.

## Les Forums d'El Moudjahid

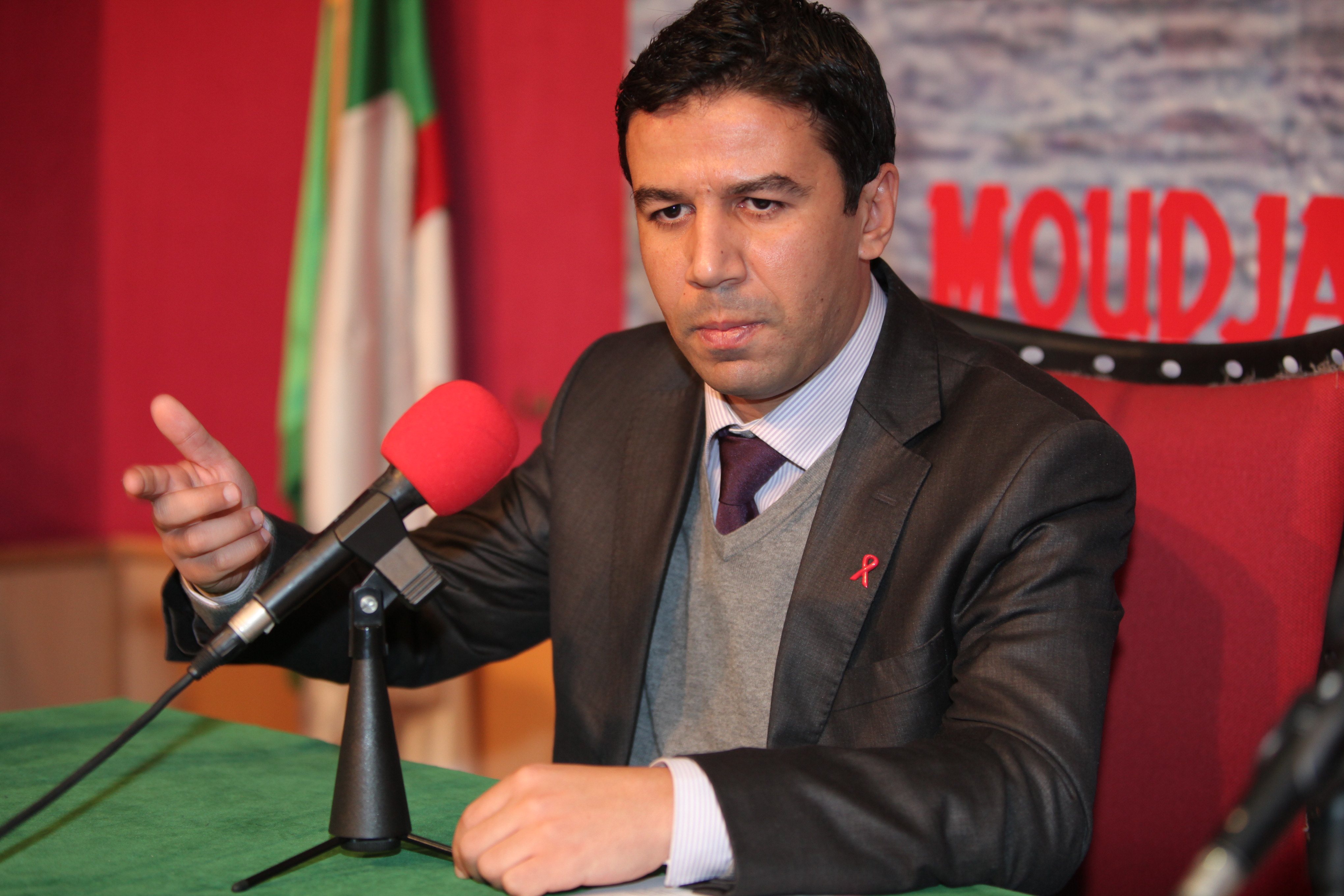
Le docteur Skander Abdelkader Soufi au forum El Moudjahid.

À la suite de l'ouverture du champ médiatique de 1990, le quotidien gouvernemental se redéploie sur d'autres créneaux informationnels avec la création de son centre de presse qui organise régulièrement des forums sur divers sujets d'actualité nationale ou internationale. Ces forums permettent à El Moudjahid de continuer à créer l’événement. Parmi les invités, on y trouve des ministres, des ambassadeurs, des intellectuels, des responsables syndicaux, des chefs d'entreprise, des figures historiques…

## Site internet
El Moudjahid possède l'un des sites internet les plus riches de toute la presse algérienne. Les informations sont régulièrement mises à jour et le site web est décliné  en quatre langues (français, arabe, anglais, espagnol).

## Tirage
Les derniers chiffres officiels remontent à l'année 2006. Cette année-là, El Moudjahid affichait un tirage de 17 500 exemplaires selon le Ministère de la communication algérien. Ce chiffre le classe en 9e position des tirages de la presse quotidienne algérienne et en 6e position si l'on ne tient compte que des quotidiens francophones généralistes. En outre, il est le chef de file en matière de presse publique.
En juillet 2007, le quotidien arabophone El Khabar publie un sondage réalisé par l'institut IMMAR. Ce sondage classe El Moudjahid en 8e position des quotidiens les plus lus de la région est du pays et en 10e position dans les régions ouest et sud de l'Algérie.

## Lancement dePolitis
Le 28 septembre 2011, El Moudjahid lance le mensuel Politis. Il s'agit d'une revue de géostratégie et de politique internationale éditée sous forme d'un cahier de 56 pages en couleur dont le prix de vente est de 150 dinars algériens (un peu plus de 1 euro). Le premier numéro est consacré à la thématique du terrorisme et de la lutte antiterroriste.